# 三都乡 (昔阳县)
三都乡，是中华人民共和国山西省晋中市昔阳县下辖的一个乡镇级行政单位。

## 行政区划
三都乡下辖以下地区：
三都村、李家河村、罗庄村、路家峪村、葫芦拐村、吕二岩村、郭家庄村、韩家沟村、旮旯口村、延家底村、黑洼村、西峪村、井沟村和翟絮村。